# Pleasanton (Kansas)
Pleasanton és una població dels Estats Units a l'estat de Kansas. Segons el cens del 2000 tenia 1.387 habitants.

## Demografia
Segons el cens del 2000, Pleasanton tenia 1.387 habitants, 562 habitatges, i 384 famílies. La densitat de població era de 326,5 habitants/km².
Dels 562 habitatges en un 30,6% hi vivien nens de menys de 18 anys, en un 55% hi vivien parelles casades, en un 10% dones solteres, i en un 31,5% no eren unitats familiars. En el 26,9% dels habitatges hi vivien persones soles el 14,9% de les quals corresponia a persones de 65 anys o més que vivien soles. El nombre mitjà de persones vivint en cada habitatge era de 2,47 i el nombre mitjà de persones que vivien en cada família era de 2,99.
Per edats la població es repartia de la següent manera: un 26,9% tenia menys de 18 anys, un 10,6% entre 18 i 24, un 24,4% entre 25 i 44, un 22,1% de 45 a 60 i un 16,1% 65 anys o més.
L'edat mediana era de 37 anys. Per cada 100 dones de 18 o més anys hi havia 94,6 homes.
La renda mediana per habitatge era de 25.714 $ i la renda mediana per família de 32.014 $. Els homes tenien una renda mediana de 24.917 $ mentre que les dones 18.333 $. La renda per capita de la població era de 13.309 $. Entorn del 18,8% de les famílies i el 21,5% de la població estaven per davall del llindar de pobresa.

## Poblacions més properes
El següent diagrama mostra les poblacions més properes.